# ولاية تاتشيرا
تاتشيرا (بالإسبانية: Estado Táchira) هي واحدة من بين 23 ولاية في فنزويلا. عاصمتها هي سان كريستوبال.
تغطي ولاية تاتشيرا مساحة تقارب 11,100 كم². في عام 2007 بلغ عدد سكانها 1,177,300. في نهاية القرن 19، كانت تاتشيرا المكان الوحيد الذي تم اكتشاف النفط بفنزويلا. وقد تم استغلاله لسنوات عديدة. حالياً، تأتي عائداتها الاقتصادية الرئيسية من إنتاج البن والأناناس. الماشية والأنشطة الزراعية تلعب دوراً هاماً في اقتصاد تاتشيرا. وهناك أيضا القطاع الصناعي القوي الذي يركز على تجهيز البطاطس، السكر، الحليب، الجبن، وإنتاج المنسوجات.
تاتشيرا هي واحدة من ثلاث ولايات الأنديز الفنزويلية (والاثنتان الآخرتان هما ميريدا وتروخيو). لدى هذه الولاية حدود مع ولاية زوليا من الشمال، باريناس وميريدا من الشرق، أبوره وباريناس من الجنوب وكولومبيا (إقليم نورتي دي سانتاندير) من الغرب.

## أعلام
- ماركوس بيريز خيمينيز
- ميغيل إشينوزي
- سيبريانو كاسترو
- خيسوس توريس
- ميلتون بيسيرا